# Maria Mauban
Maria Mauban (10 de mayo de 1924 – 26 de agosto de 2014) fue una actriz teatral, cinematográfica y televisiva de nacionalidad francesa. 

## Biografía
Su verdadero nombre era Marcelle Marthe Marguerite Michel, y nació en Marsella, Francia. 
Mauban interpretó numerosos papeles, tanto en el cine como en el teatro, actuando igualmente en televisión, en producciones como Au théâtre ce soir o Les Cinq Dernières Minutes. Fue destacada su actuación en Le Gendarme et les Extra-terrestres, film en el que encarnaba a Josépha, esposa del personaje interpretado por Louis de Funès, reemplazando a Claude Gensac. Otra de sus actuaciones más recordadas fue la que hizo en Pas de week-end pour notre amour, junto al cantante Luis Mariano, interpretando a una periodista que se enamora de una estrella internacional de la canción (Mariano).
Con el seudónimo Claude Chauvière, escribió la obra teatral Le Fils d'Achille, que interpretó junto a Robert Murzeau.
Maria Mauban falleció en agosto de 2014. Había estado casada con el actor Claude Dauphin, con el que tuvo un hijo, Jean-Claude Dauphin, también actor.

## Filmografía

### Cine
- 1946 : Patrie, de Louis Daquin
- 1947 : Le Cocu magnifique, de Emile G. De Meyst
- 1947 : Le Chanteur inconnu, de André Cayatte
- 1948 : Bal cupidon, de Marc-Gilbert Sauvajon
- 1949 : Pas de week-end pour notre amour, de Pierre Montazel
- 1949 : Cairo road, de David Mac Donald
- 1949 : Vedettes en liberté, de Jacques Guillon
- 1950 : Cage of Gold, de Basil Dearden
- 1950 : Quai de Grenelle, de Emile-Edwin Reinert
- 1950 : La Passante, de Henri Calef
- 1950 : Donne i Briganti, de Mario Soldati
- 1951 : La Table aux crevés, de Henri Verneuil
- 1952 : Le Plus Heureux des hommes, de Yves Ciampi
- 1953 : Viaggio in Italia, de Roberto Rossellini
- 1953 : Opinione pubblica, de Maurizio Corgnati
- 1954 : Les Clandestines, de Raoul André
- 1954 : La Soupe à la grimace, de Jean Sacha
- 1954 : Dix-huit heures d'escale, de René Jolivet
- 1955 : Boulevard du crime, de René Gaveau
- 1956 : La Rivale, de Anton-Giulio Majano
- 1957 : Le Chômeur de Clochemerle, de Jean Boyer
- 1958 : La Vie à deux, de Clément Duhour
- 1958 : En légitime défense, de André Berthomieu
- 1961 : Les Démons de minuit, de Marc Allégret
- 1961 : Les Nouveaux Aristocrates, de Francis Rigaud
- 1964 : Le Tigre aime la chair fraîche, de Claude Chabrol
- 1968 : Adolphe ou l'Âge tendre, de Bernard Toublanc-Michel
- 1968 : Béru et ces dames, de Guy Lefranc
- 1970 : La liberté en croupe, de Édouard Molinaro
- 1972 : Hellé, de Roger Vadim
- 1973 : Le Concierge, de Jean Girault
- 1976 : Une fille cousue de fil blanc, de Michel Lang
- 1978 : Le Gendarme et les Extra-terrestres, de Jean Girault

### Televisión
- 1955 : Une enquête de l'inspecteur Ollivier, de Marcel Cravenne, episodio La Boîte de pastilles
- 1957 - 1958 : La caméra explore le temps
- 1958 : Un Don Juan, de Claude Dagues
- 1958 y 1966 : Les Cinq Dernières Minutes, de Claude Loursais
- 1959 : Marie Stuart
- 1960 : Andromaque, de Lazare Iglesis
- 1962 : Oncle Vania, de Stellio Lorenzi
- 1963 : Siegfried, de Marcel Cravenne
- 1964 : L'Abonné de la ligne U, de Yannick Andréi
- 1965 : Genousie, de Claude Loursais
- 1967 : La guerre de Troie n'aura pas lieu, de Marcel Cravenne
- 1967 - 1968 y 1970 - 1971 : Au théâtre ce soir
- 1970 : Thérèse d'Avila, de Jeannette Hubert
- 1972 : La Cerisaie, de Stellio Lorenzi
- 1973 : La Godille, de Rémy Grumbach
- 1978 : Les Amours sous la Révolution : Les Amants de Thermidor, de Jean-Paul Carrère
- 1979 : Les Amours de la Belle Époque, de Dominique Giuliani
- 1989 : La Vie en couleurs, de Jacques Doniol-Valcroze

## Teatro
- 1945 : L'Autre Aventure, de Marcel Haedrich, escenografía de Jacques Erwin, Teatro Apollo
- 1950 : Ami-ami, de Pierre Barillet y Jean-Pierre Grédy, escenografía de Jean Wall, Teatro Daunou
- 1951 : Ami-ami, de Pierre Barillet y Jean-Pierre Grédy, escenografía de Jean Wall, Teatro des Célestins
- 1952 : Ami-ami, de Pierre Barillet y Jean-Pierre Grédy, escenografía de Jean Wall, Teatro des Célestins
- 1953 : Les Invités du bon Dieu, de Armand Salacrou, escenografía de Yves Robert, Teatro Saint-Georges
- 1955 : Caterina, de Félicien Marceau, escenografía de André Barsacq, Teatro de l'Atelier
- 1956 : Le Miroir, de Armand Salacrou, escenografía de Henri Rollan, Teatro des Ambassadeurs
- 1957 : Regrets éternels, de Constance Coline, escenografía de Raymond Gérôme, Teatro de l'Œuvre
- 1957 : Noche de reyes, de William Shakespeare, escenografía de Georges Douking, Festival des Nuits de Bourgogne Beaune
- 1958 : Ami-ami, de Pierre Barillet y Jean-Pierre Grédy, escenografía de Jean Wall, Teatro Antoine
- 1959 : La Collection Dressen, de Harry Kurnitz, adaptación de Marc-Gilbert Sauvajon, escenografía de Jean Wall, Teatro de la Madeleine
- 1960 : Don Juan, de Molière, escenografía de Jean Deschamps, Gran Teatro de la Ciudad Carcassonne
- 1960 : Le Mariage de Figaro, de Pierre-Augustin Caron de Beaumarchais, escenografía de Jean Deschamps, Festival de Fréjus
- 1960 : Génousie, de René de Obaldia, escenografía de Roger Mollien, Teatro Nacional Popular, Teatro Récamier
- 1961 : Andrómaca, de Jean Racine, escenografía de Marguerite Jamois, Teatro des Célestins
- 1962 : On ne sait comment, de Luigi Pirandello, escenografía de Jean Tasso, Théâtre du Vieux-Colombier
- 1962 : No habrá guerra de Troya, de Jean Giraudoux, escenografía de Jean Vilar, Festival de Aviñón
- 1963 : No habrá guerra de Troya, de Jean Giraudoux, escenografía de Jean Vilar, Festival de Aviñón
- 1963 : Mary, Mary, de Jean Kerr, escenografía de Jacques-Henri Duval, Teatro Antoine
- 1964 : Mary, Mary, de Jean Kerr, escenografía de Jacques-Henri Duval, Teatro des Célestins
- 1965 : La Calèche, de Jean Giono, escenografía de Jean-Pierre Grenier, Théâtre de la Ville
- 1965 : Andrómaca, de Jean Racine, escenografía de Jean-Louis Barrault, Festival internacional de Baalbeck
- 1965 : Antonio y Cleopatra, de William Shakespeare, escenografía de François Maistre, Serge Bourrier, Jean Larroquette, Théâtre de la Ville
- 1966 : La Calèche, de Jean Giono, escenografía de Jean-Pierre Grenier, Teatro des Célestins
- 1968 : Service de nuit, de Muriel Box y Sidney Box, escenografía de Jacques Mauclair, Teatro Gramont
- 1971 : Deux Femmes pour un fantôme y La Baby-sitter, de René de Obaldia, escenografía de Pierre Franck, Teatro de l'Œuvre
- 1977 : Hamlet, de William Shakespeare, escenografía de Julien Bertheau, Teatro des Célestins
- 1981 : Los justos, de Albert Camus, escenografía de Jean-Paul Lucet, Teatro des Célestins
- 1982 : Hamlet, de William Shakespeare, escenografía de Jean-Paul Zehnacker, Porte de Champerret
- 1982 : Sarah, de John Murrell, escenografía de Georges Wilson, Teatro de l'Œuvre
- 1985 : Sarah, de John Murrell, escenografía de Georges Wilson, Teatro des Célestins
- 1991 : Loire, de André Obey, escenografía de Jean-Paul Lucet, Teatro des Célestins